# Сценски покрет
Сценски покрет је једно од средстава глумачког израза. У савременом позоришту, у договору са редитељем, поставља га уметник - глумац или кореограф - специјализован за овај сегмент уметничког израза.
Сценски покрет је заједнички назив за уметнички израз путем говора, покрета тела, глуме, музике и других средстава, која се непосредно представљају публици на отвореној позорници.
Истраживања о комуникацији уопште, показују да је управо невербална комуникација у овој размени заступљена чак 70% и то кроз: боју гласа, репетицију, текстуру, звукове, дисање, гестакулацију, експресије лица, напетости мишића итд.
Дубока и јака осећања се много лакше могу показати, осетити и разумети на невербалној равни. Стога је сценски покрет дисциплина која се користи невербалном комуникацијом и говором тела да би размена са публиком на сцени била комплетна, дубока и јасна.
Сценски покрет као елеменат невербалне комуникације има изузетну важност и веома често чак већи значај од вербалног изражавања, јер због своје вишезначности успешније комуницира емоцију.

###### Претпоставке и показатељи ефикасности сценског покрета
- Израз лица, боја гласа и заузет став, узрок је стварања слике о говорнику без обзира на оно што говори.
- Проматрањем невербалне комуникације као што су: положај тела и позиције удова, затим, праћењем погледа говорника, могуће је створити јаснију слику о контексту саме поруке.
- Свесном употребом невербалне комуникације могуће је успешније представити себе другима, изазвати жељене реакције и одржати пажњу.
- Сценски покрет лакше комуницира емоцију у односу на вербалну комуникацију.
- Поруку је могуће пренети без употребе вербалне комуникације.
- Невербална комуникација у сценском покрету може послужити да пренесе дубље значење и укаже на специфичности поруке које нису исказане вербално.[2]

###### Релевантни појмови у сценском покрету
- Израз лица - различита емоционална стања (бес, туга, изненађење, срећа, страх и гађење)
- Држање тела - проучава се заједно са другим невербалним сигналима, како би се одредио степен пажње или сарадње, статус у односу на другог партнера у интеракцији, или степен у којем се он датој особи свиђа (елементи су нпр. нагнутост тела ка саговорнику, клонулост тела, напрегнутост тела итд)
- Додиривање - може бити усмерено на себе или другу особу.
- Гледање - Где, како и колико дуго гледамо током интеракције, главна су питања на која се фокусирају студије гледања. Гледање се односи на усмеравање погледа, уопште, у смеру лица друге особе. Узајамно гледање појављује се кад они који су у интеракцији гледају један другом у очи.
- Гласовно понашање - се односи на то како је шта речено, а не на садржај изреченог. То је заправо, низ невербалних гласовних знакова који прате сам говор. Ту постоје два типа звукова: 
  - гласовне варијације које производе гласнице током говора, а зависе од промена у висини, трајању, гласноћи и ћутању;
  - гласови који су примарно резултат других физиолошких механизама, осим самих гласница, нпр. ждрелне, усне или носне дупље.
- Мало позориште "Душко Радовић", Београд, "Оливер Твист", 2009, фото Ђорђе Томић - Милица ПисићПонављање - Невербална комуникација може подржати оно што је вербално речено, нпр. показати саговорнику руком куда овај треба да крене као потврду изреченог.
- Противречје - неконгруентност вербалних и невербалних порука.
- Невербална комуникација - је претеча свих облика комуникације и она се развија упоредо са развојем човека кроз историју. Она служи за изражавање емоција, наглашавање вербалне поруке, изражавање става према саговорнику, као замена за вербалну поруку, за понављање вербалне поруке, да би се регулисала вербална комуникација и као супротстављање вербалној комуникацији.
- Вербална комуникација - је комуникација између две или више особа у личном контакту и назива се  разговором или конверзацијом.[2]

###### Сценски покрет као изражајно средство
Сценски покрет је једно од основних изражајних средстава сценских уметника (глумаца, певача и сл.). Његову реализацију у представи по идеји и коценпту редитеља креира стручњак за сценски покрет, односно, глумац који се специјализовао за ову област, или, кореограф.

###### Примена сценског покрета као изражајног средства
- Плес (снажан алат за спознају емоција, имитирање осећаја, друштвени бунт, психотерапију кроз покрет, кинезичку комуникацију / говор тела, проксемичку комуникацију и знакове, визуелну комуникацију, експресију кроз плес, допринос плеса афективним стањима, утицај плеса на расположење, емоционалне реакције, антрополошки значај, плес као становиште, плес у медицинској традицији, плес као живот и смрт, плес као лек, плес као патологија)
- Балет (експресионистички плес, дворски балети, наративни балет и невербална комуникација, наративност балета)
- Позориште - драмско, плесно, музичко, луткарско (комуникационо биће позоришта, позориште као суштински дијалог и комуникација)
- Мјузикл[2]